# R Leonis
R Leonis är en variabel stjärna av Mira Ceti-typ  i stjärnbilden Lejonet. Stjärnan var den första i Lejonets stjärnbild som fick en variabelbeteckning.
Stjärnan varierar mellan magnitud +4,4 och 11,3 med en period av 309,95 dygn. Den misstänks ha en planet som följeslagare.

## Fotnoter
1. ↑  Variabelstjärnornas beteckningar börjar med bokstäverna R-Z, därefter A-Q , följt av RR-ZZ och AA-QQ, varefter de börjar betecknas med bokstaven V och ett ordningsnummer, från och med V335.